# Juan Bautista Eléspuru
Juan Bautista Eléspuru y Montes de Oca (San Pedro de Tacna, Tacna, 1787-Caraz, 23 de enero de 1839). Fue un militar y político peruano que participó en la Guerra de independencia del Perú, la Guerra grancolombo-peruana, la Guerra entre Salaverry y Santa Cruz y la Guerra contra la Confederación Perú-Boliviana. Durante el primer gobierno de Agustín Gamarra fue prefecto de Lima, y en tal calidad, se encargó brevemente del poder ejecutivo, ante la ausencia del mandatario y su vicepresidente (de 16 a 18 de abril de 1831). Se mostró siempre adicto a Gamarra. Durante la batalla de Yungay, comandó una de las divisiones del Ejército Unido Restaurador (peruano-chileno) y resultó herido de gravedad. Falleció poco después, mereciendo como reconocimiento póstumo el grado de Gran Mariscal.

## Biografía
Nació en la ciudad de Tacna en 1787 como hijo del vizcaíno Juan Bautista Eléspuru y Rentería y la tacneña Juana de la Cruz Montes de Oca y Pizarro. Inició su carrera militar como cadete en el ejército realista y estuvo presente en algunas acciones emprendidas contra los patriotas en el Alto Perú. Luego fue destacado, ya con el grado de capitán, al batallón de Granaderos de Reserva acantonado en Guayaquil.
Como muchos otros oficiales peruanos abrazó los ideales independentistas cuando la expedición del general José de San Martín arribó al Perú en 1820. Organizó un batallón de infantería con el cual engrosó la división conducida a la sierra por el general Juan Antonio Álvarez de Arenales, y al entrar en Lima, en agosto de 1821, fue ascendido a teniente coronel. Su batallón recibió el nombre de N.º 1 de Cazadores. Participó luego en las distintas campañas independentistas en el sur del país que todavía estaba bajo dominio del ejército realista. Estuvo en el desastre de La Macacona de 7 de abril de 1822 y secundó luego el pronunciamiento del ejército contra la Junta Gubernativa, que elevó a la presidencia a José de la Riva Agüero el 26 de febrero de 1823.
Ya con el grado de coronel, se distinguió en la Segunda Campaña de Intermedios donde, tras desembarcar en Arica, se adelantó con 400 hombres al valle de Azapa logrando tomar por sorpresa y capturar entero al escuadrón de caballería Dragones de Arequipa junto con 339 monturas, lo que significó una sensible perdida para el virrey y dio a los patriotas los medios de movilidad necesarios para continuar la campaña. Luego cooperó con Gamarra en la campaña de Oruro, actuó en la batalla de Zepita, y tras el fracaso de la expedición, embarcó en el puerto de Ilo a los dispersos. A la llegada de Bolívar, se le consideró partidario del presidente Riva Agüero, por lo que fue desterrado a Chile.
En junio de 1824, regresó al Perú y se dirigió a Trujillo, donde tenía familia, pues estaba casado con una dama trujillana. Se dedicó al comercio, y se mantuvo retirado del servicio militar, por lo que no participó de las campañas de Junín y Ayacucho.
Al estallar guerra con la Gran Colombia en 1829, pidió su reincorporación al servicio, siendo aceptado en su grado de coronel. Hizo la campaña como edecán del presidente José de La Mar y estuvo presente en la batalla de Tarqui. Luego pasó a Lima con pliegos oficiales y apoyó el golpe de Estado del general Antonio Gutiérrez de la Fuente que, en entendimiento con Gamarra, depuso al vicepresidente Manuel Salazar y Baquíjano, el 6 de junio de 1829. Fue ascendido a General de Brigada.
Ya bajo el primer gobierno de Agustín Gamarra, fue nombrado prefecto de Lima. Cuando el presidente se ausentó de la capital y lo reemplazó interinamente su vicepresidente, el general Antonio Gutiérrez de La Fuente, la esposa de Gamarra, la célebre Mariscala, encabezó una revuelta contra La Fuente. Eléspuru encabezó a las tropas que asaltaron el domicilio del vicepresidente, quien se vio obligado a huir por los techos y refugiarse en un navío extranjero surto en el puerto del Callao (16 de abril de 1831). Por ser la única autoridad existente en Lima, Eléspuru se hizo cargo del gobierno interino, que ejerció hasta el día 18 de abril, cuando debió entregar el poder al presidente del Senado Andrés Reyes y Buitrón, al que le correspondía constitucionalmente. Según Nemesio Vargas, lo hizo muy a su pesar, pues creyó que lo elegirían a él como presidente interino.
En 1832 fue ascendido a general de división y al año siguiente pasó al Cuzco para asumir la comandancia de la primera división. Desde Ayacucho respaldó el pronunciamiento efectuado por el general Pedro Pablo Bermúdez contra el gobierno del presidente provisorio Luis de Orbegoso, en enero de 1834. Tras el abrazo de Maquinhuayo y el fin de la guerra civil, tuvo que huir a Bolivia.
Luego se estableció temporalmente en Tacna y se mostró opositor al proyecto de Confederación de Perú y Bolivia maquinado por Santa Cruz y Orbegoso. Se sumó a Gamarra, el cual se alió con Felipe Salaverry (que había subido al poder en 1835) para enfrentar mancomunadamente la invasión boliviana. Ejerció la prefectura del Cuzco y luchó a órdenes de Gamarra en la batalla de Yanacocha, donde también peleó su hijo, el joven subteniente Norberto Eléspuru, quien resultó herido (13 de agosto de 1835). Derrotado, marchó a Lima con el deseo de presentarse ante Salaverry, pero este no se hallaba entonces en la capital. Fue entonces apresado, junto con Gamarra, José Braulio del Camporredondo, Juan Ángel Bujanda y otros gamarristas, y embarcado  rumbo al destierro.
Pasó a Chile, donde formó parte del grupo de militares peruanos contrarios a la Confederación Perú-Boliviana, conocidos como los «emigrados peruanos». Retornó a Lima en 1837, y fue reincorporado en el ejército por Orbegoso, cuando éste desconoció la autoridad de Santa Cruz, en agosto de 1838. Luego se sumó al Ejército Unido Restaurador peruano-chileno que estaba al mando del general chileno Manuel Bulnes, y en la batalla de Yungay (20 de enero de 1839) comandó la segunda división restauradora, la cual a instancias de Ramón Castilla y apoyada por la caballería y otros escuadrones de reserva, contraatacó a los confederados, cuando ya parecía que estos se imponían, acción que decidió el triunfo de los restauradores.
Eléspuru resultó mortalmente herido en el muslo y en el mismo campo fue ascendido a Gran Mariscal del Perú. Falleció pocos días después, el 23 de enero, en la localidad de Caraz.

## Descendencia
En 1822, se casó en Trujillo con María Natividad Martínez de Pinillos y Cacho, cuñada del presidente Luis José de Orbegoso. La pareja tuvo ocho hijos entre ellos el general Juan Norberto Eléspuru; Carolina Eléspuru, esposa del chileno Martiniano Urriola; y Emilia Eléspuru, esposa de Antonio Elías de la Quintana.
Entre sus descendientes están los generales Juan Norberto Eléspuru Laso de la Vega y Otto Eléspuru, y el financista Mariano Prado Heudebert.